# Lluís Marsà i Abad
Lluís Marsà i Abad (1917 - Barcelona, 19 de novembre de 2008) fou un empresari i directiu del món de l'esport, dedicat al sector immobiliari amb l'empresa La Llave de Oro, fundada per ell en 1945. Alhora, va estar vinculat al món de la vela i va presidir el Club Nàutic el Masnou. El 2001 va rebre la Creu de Sant Jordi.